# Селищево (Костромская область)
Селищево — деревня в составе Дмитриевского сельского поселения Галичского района Костромской области России.

## География
Деревня расположена на берегу речки Тёбза.

## История
Согласно Спискам населённых мест Российской империи в 1872 году деревня относилась к 1 стану Галичского уезда Костромской губернии. В нём числилось 37 дворов, проживало 96 мужчин и 117 женщин.
Согласно переписи населения 1897 года в деревне проживало 290 человек (121 мужчина и 169 женщин).
Согласно Списку населённых мест Костромской губернии в 1907 году деревня относилась к Костомской волости Галичского уезда Костромской губернии. По сведениям волостного правления за 1907 год в ней числилось 64 крестьянских двора и 331 житель. В деревне имелась ветряная мельница. Основными занятиями жителей деревни были малярный, плотницкий и кожевенный промыслы.
До муниципальной реформы 2010 года деревня входила в состав Кабановского сельского поселения.